# Eva Besnyö
Éva Marianna Besnyő (Budapešť, 29. dubna 1910 – Laren, 12. prosince 2003) byla maďarsko – nizozemská fotografka.

## Životopis

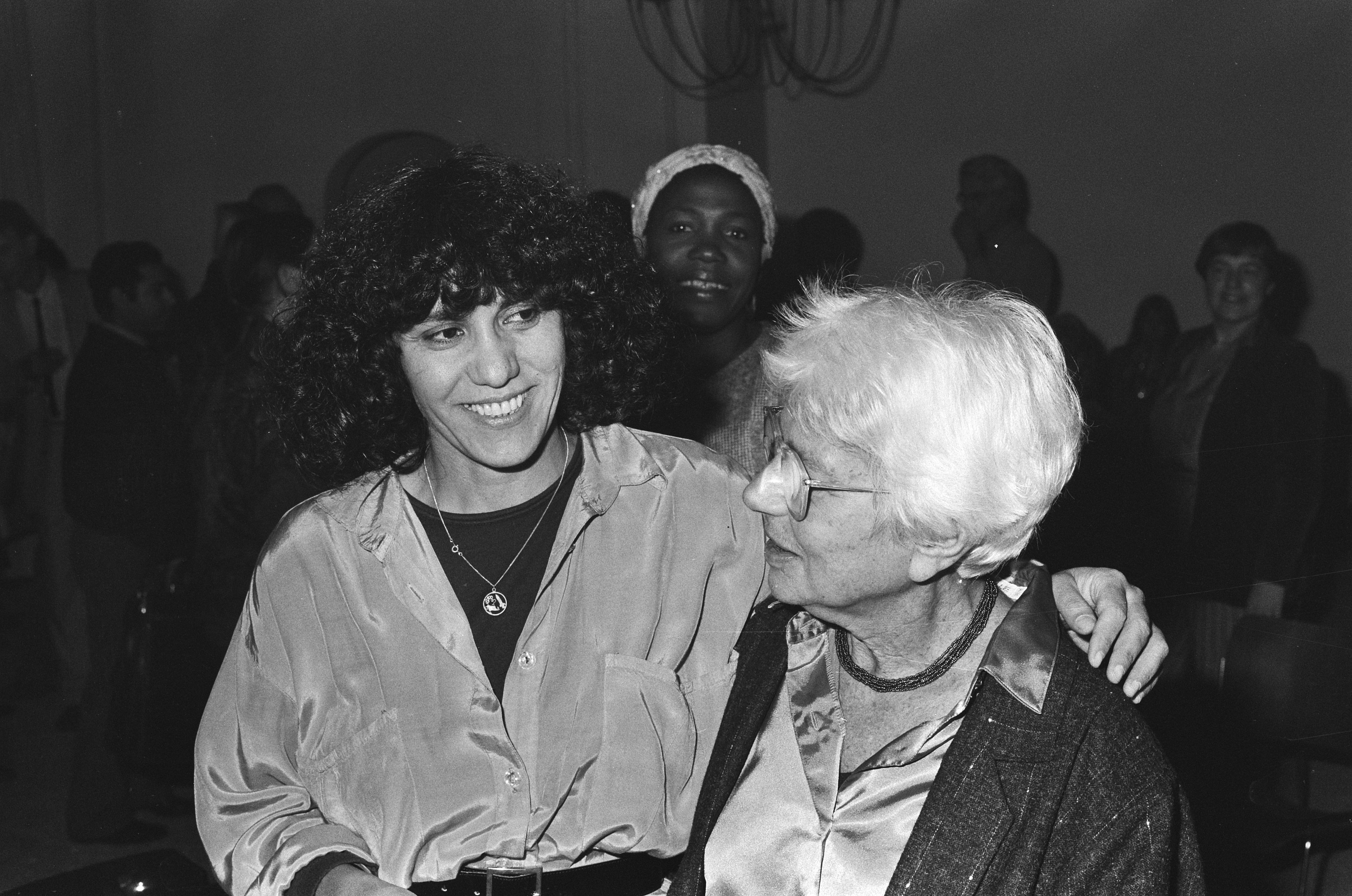
Maviye Karaman Ince a Eva Besnyö na slavnostním předávání cen Opzij (1985)

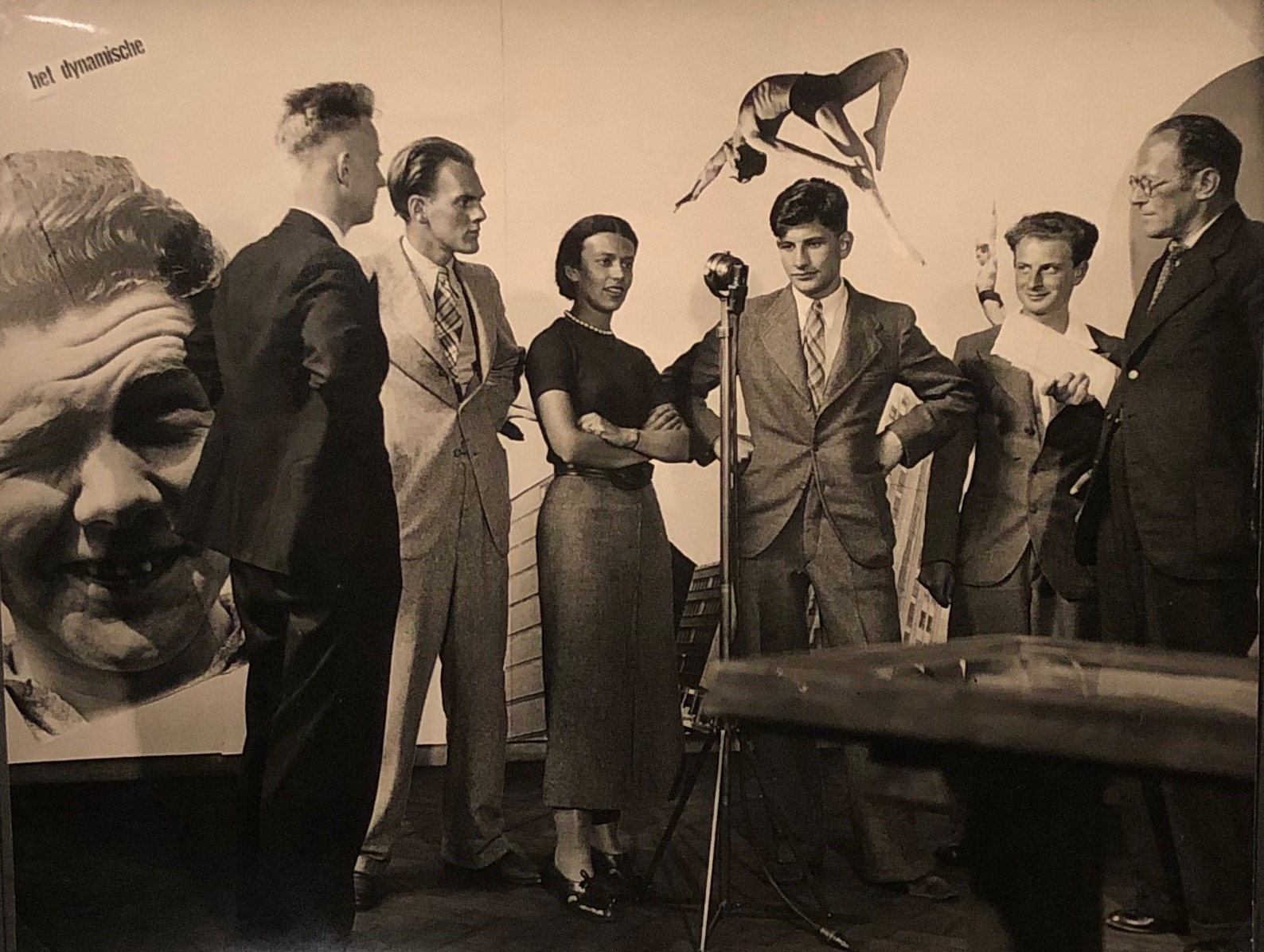
Eva Besnyö poskytuje rozhlasový rozhovor při zahájení výstavy Foto '37 v muzeu Stedelijk. V.l.n.r. Willem Sandberg, John Fernhout, Eva Besnyö, neznámá žena a Paul Schuitema.

Vyrůstala se dvěma sestrami v liberální židovské rodině. K šestnáctým narozeninám dostala fotografickou kameru Kodak, takzvanou boxcameru. Besnyö byla dívkou po boku Roberta Capy v Budapešti, kterému dávala první lekce fotografie. Když jí bylo 18, absolvovala kurz reklamy a portrétní fotografie u Jozsefa Pécsiho s fotoaparátem Rolleiflex. Podporoval ji, aby odjela do Berlína, kde začala pracovat jako profesionální fotografka. V Berlíně se také setkala s nizozemským fotografem Johnem Fernhoutem. Fernhout, syn malíře Charleyho Tooropa, se vrátil do Nizozemska v roce 1930. Kvůli nástupu nacistů se Éva Besnyő rozhodla Německo opustit a v roce 1932 následovala Fernhouta do Nizozemska. Vzali se v roce 1933.
Besnyö patřila mezi stoupence Neues Sehen. Jako členka výstavního výboru byl Besnyö vedle předsedy Paula Schuitemy a Cas Oorthuyse jednou z hnacích sil při organizaci výstavy Foto '37, která se konala v létě roku 1937 pod záštitou VANK v muzeu Stedelijk v Amsterdamu.
Až do druhé světové války se hodně věnovala portrétní fotografii, ale zájem měla i o fotografování architektury. Během okupace se musela skrývat a aktivně působila v odboji.
V roce 1939 navázala vztah s grafickým designérem Wimem Brusseem. V roce 1945 se rozvedla s Fernhoutem a provdala se za Brusse, se kterým měla syna a dceru. Poté, co děti trochu zestárly, začala znovu fotografovat, počátkem sedmdesátých let se zaměřila hlavně kamerou Leica na záznam akcí amsterdamských feministek, zejména skupiny Dolle Mina. V roce 1985 byla Besnyő oceněna Cenou Annie Romein. V roce 1994 jí byla udělena cena Piet Zwart.
V roce 1952 se spolu s Carlem Blazerem, Emmou Andriesse a Casem Oorthuysem zúčastnila výstavy Photographie v Městském muzeu Amsterodamu.
Ve stáří musela přestat fotografovat kvůli problémům s očima. Poslední roky svého života žila v Rosa Spier Huis v Larenu, kde zemřela v roce 2003 ve věku 93 let.
V roce 2004 získala 143. místo ve volbách Největšího Holanďana.

## Galerie
Známky s dětskými portréty (1947) podle fotografií Évy Besnyő:

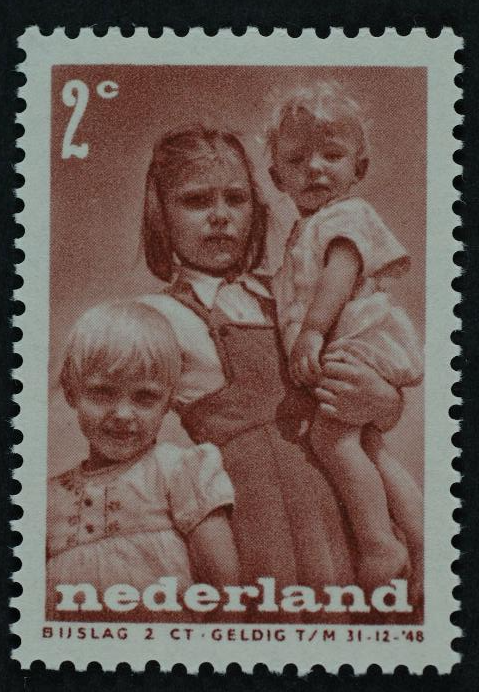
1947
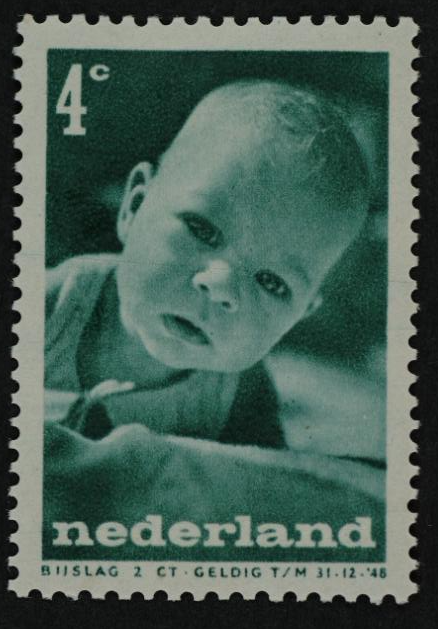
1947
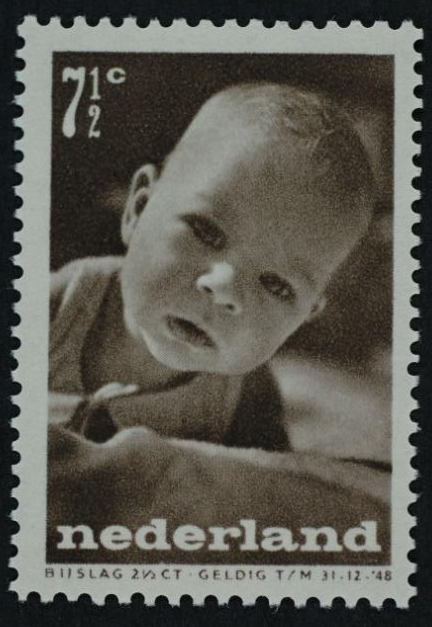
1947
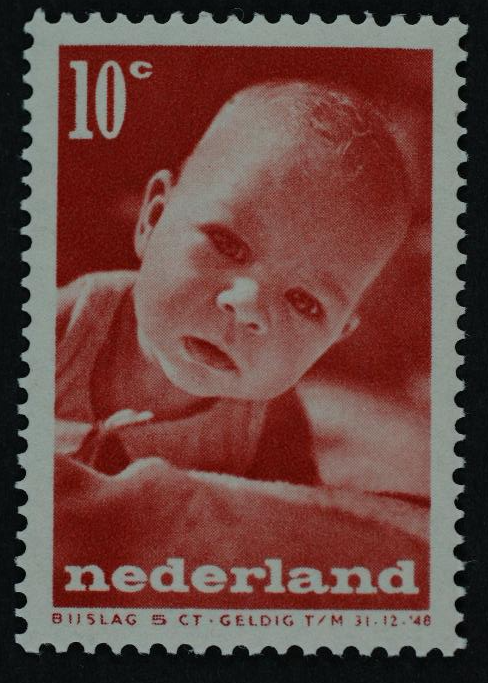
1947
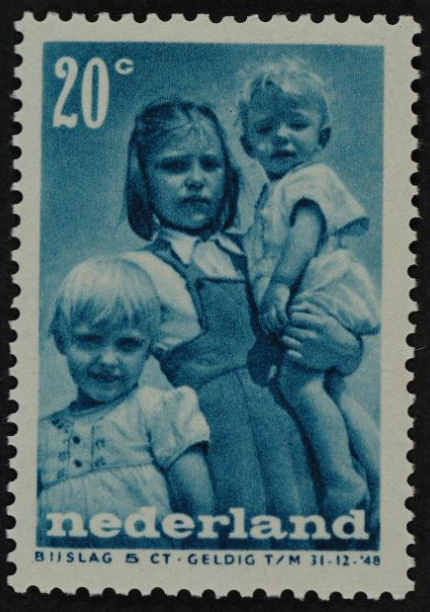
1947

## Práce ve veřejných sbírkách (výběr)
- Rijksmuseum Amsterdam[5]
- Muzeum Stedelijk v Amsterdamu
- Lidská rodina